# Nádor Jenő (újságíró)
Nádor Jenő, született Naschitz Jenő (Temesvár, 1892. december 13. – Budapest, 1970. február 23.) hírlapíró. Pallay Anna táncosnő férje.

## Pályafutása
Naschitz Emánuel és Deutsch Jozefa fia. Szülővárosában végezte gimnáziumi tanulmányait. Érettségi vizsgája után a Neue Temesvarer Zeitungnál kezdte hírlapírói pályáját. 1912-ben Budapestre került és a Nap című lap munkatársa lett.
Az első világháború idején mint haditudósító dolgozott a Nap és a Berliner Tageblatt című lapoknál. A Horthy-korszakban ugyancsak a Nap munkatársa, illetve a Világ belpolitikai rovatvezetője volt. Később a Magyar Hírlap, ezt követően Az Újság munkatársa lett. Egy ideig az Egyenlőség segédszerkesztőjeként és az Országos Egyetértés szerkesztőjeként is dolgozott. Évekig a Jüdische Telegraphen Agentur tudósítója volt. Érdekes, többnyire társadalmi vonatkozású riportjai figyelmet keltettek. A második világháború idején a Zsidó Hitközség kulturális ügyei kötötték le.
1945 után főszerkesztője lett a Fővárosi Naplónak. Dolgozott a Népszavának, utolsó éveiben pedig az Új Élet című lapba írt. A nyugdíjas újságírók és az újságíróözvegyek szociális segítése ügyében szerzett érdemeket. Tagja volt a lengyel–magyar kapcsolatok ápolását célul tűző Magyar Mickiewicz Társaságnak is.

## Magánélete
1914. március 2-án Budapesten, az Erzsébetvárosban házasságot kötött Schmolka Stefánia színésznővel, Schmolka Salamon és Stein Jozefa lányával. 1916-ban elváltak. 1931. szeptember 3-án Budapesten, a Terézvárosban nőül vette Pallay Annát, Politzer Ábrahám és Klein Eszter lányát.